# Aeroporto Internazionale Golosón
L'Aeroporto Internazionale Golosón (in spagnolo Aeropuerto Internacional Golosón) (IATA: LCE, ICAO: MHLC) è uno scalo aeroportuale situato nella parte occidentale della città di La Ceiba, nel dipartimento di Atlántida, sulla costa settentrionale dell'Honduras. È anche conosciuto come Aeroporto di La Ceiba (Aeropuerto de La Ceiba) e le sue strutture ospitano anche la base aerea Hector C. Moncada (Base Aérea Hector C. Moncada, Hector C. Moncada Air Base) della Fuerza Aérea Hondureña (FAH).

## Struttura
La struttura, situata a un'altitudine di 15 m (49 ft) sul livello del mare, è dotata di una pista con superficie in asfalto lunga 2 949 per 45 metri (9 678 × 148 ft), con orientamento 07/25. La lunghezza della pista include una soglia di spostamento di 250 m (820 ft) sulla pista 07.
L'aeroporto è gestito da InterAirports ed è aperto al traffico commerciale.

## Statistiche
Questo grafico non è disponibile a causa di un problema tecnico.
Si prega di non rimuoverlo.
Vedi la query Wikidata di origine.